# Sergei Tarakanov
Pour les articles homonymes, voir Tarakanov.
Sergueï Nikolaïevitch Tarakanov (en russe : Сергей Николаевич Тараканов), né le 25 avril 1958 à Lodeïnoïe Pole, dans l'oblast de Léningrad, en Union soviétique, est un ancien joueur de basket-ball soviétique puis russe.

## Biographie
Sergei Tarakanov commence le basket-ball au Spartak Leningrad. Il rejoint en 1979 le CSKA Moscou, avec lequel il remporte sept titres de champion d'URSS en onze ans. Il termine sa carrière à l'étranger, en Allemagne et en Belgique, en 1992.
Tarakanov est membre de la sélection soviétique de 1979 à 1990. Il gagne trois titres de champions d'Europe en 1979, 1981 et 1985, une médaille d'argent en 1987 et une médaille de bronze en 1983. Sergei Tarakanov remporte le titre de champion du monde en 1982 et le titre de vice-champion du monde en 1986, ainsi qu'un titre de champion olympique en 1988 et une médaille de bronze en 1980.